# Cacín
Cacín é um município da Espanha na província de Granada, comunidade autónoma da Andaluzia, de área 39 km² com população de 647 habitantes (2007) e densidade populacional de 16,59 hab./km².

## Demografia
| Variação demográfica do município entre 1991 e 2004 | Variação demográfica do município entre 1991 e 2004 | Variação demográfica do município entre 1991 e 2004 | Variação demográfica do município entre 1991 e 2004 |
| --------------------------------------------------- | --------------------------------------------------- | --------------------------------------------------- | --------------------------------------------------- |
| 1991                                                | 1996                                                | 2001                                                | 2004                                                |
| 882                                                 | 835                                                 | 736                                                 | 712                                                 |